# Cláudio Villas-Bôas
Cláudio Villas-Bôas (Botucatu, 8 de dezembro de 1916 — São Paulo, 1 de março de 1998), junto com seus irmãos Orlando e Leonardo, projetou-se na política indigenista brasileira.
Cláudio, Orlando e Leonardo, os irmãos Villas-Bôas, membros de uma família com mais irmãos, foram os seguidores do ideal de defesa ao índio de marechal Cândido Rondon e foram os responsáveis por estabelecer o primeiro contato do homem branco com os povos do Xingu.